# Cosminele
Cosminele is een Roemeense gemeente in het district Prahova.
Cosminele telt 1179 inwoners.